# Liman

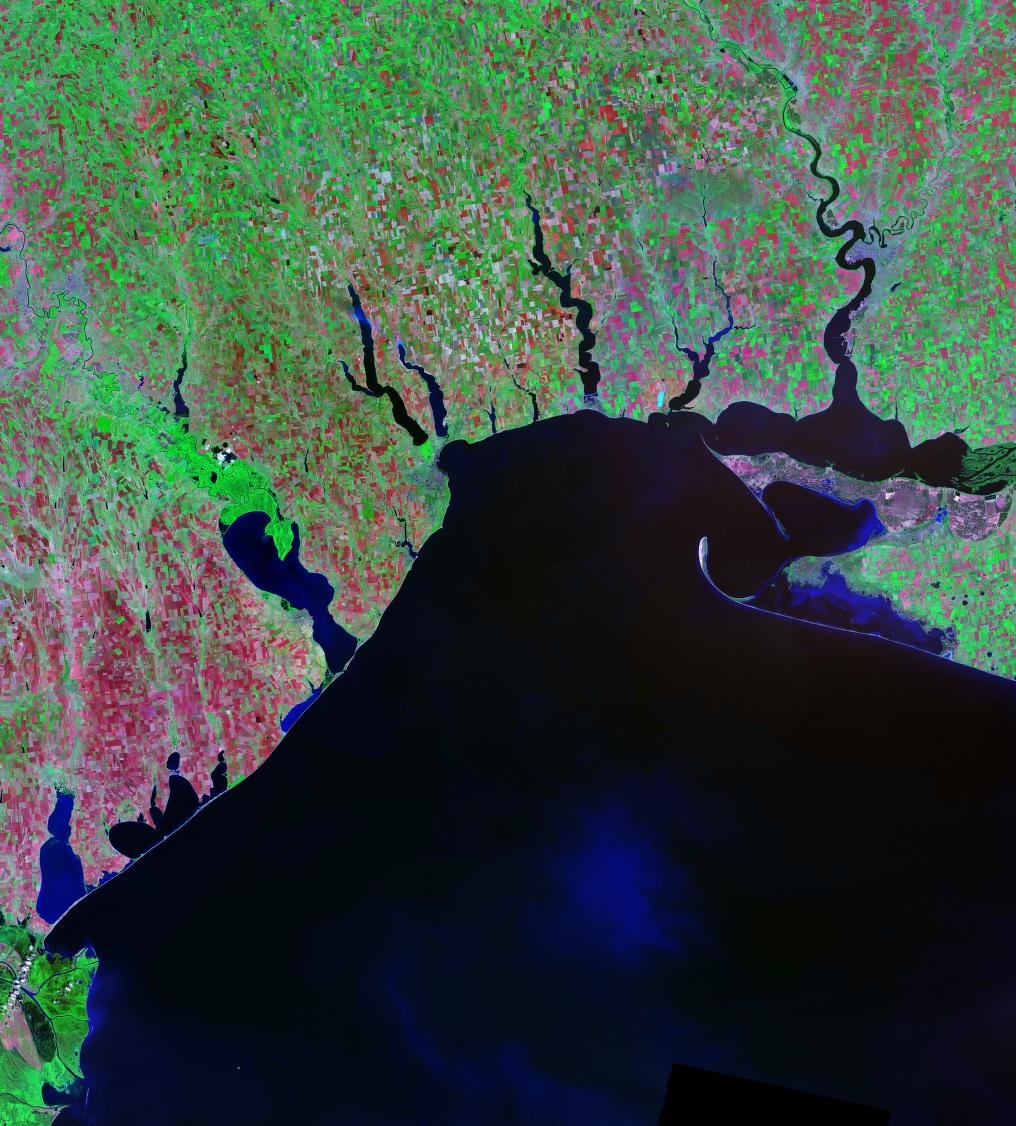
Limany na severním břehu Černého moře – fotografie ze satelitu Landsat

Liman je typ říčního ústí. Vzniká, když proud vody v řece vytvoří hráz ze sedimentů. Hráz řeku zahradí buď zcela, nebo až na malý výtok (zpravidla umístěný při břehu řeky), kterým říční voda pozvolna vtéká například do moře. Toto zahrazení nabývá často formu kosy.
Geograf Aleš Ruda definuje liman jako písečnou kosu spojenou s pobřežím a vytvářející uzavřený záliv téměř nebo zcela odříznutý od moře (např. ústí Dněstru).
Tento typ ústí není častý. Nejčastěji se limany vyskytují na pobřeží, kde má příliv malé vzedmutí, např. v Černém moři a v Baltském moři ve Viselském a Kuronském zálivu.
Voda v limanu bývá brakická s proměnlivou slaností. Při malém přítoku sladké vody se může liman silně zasolovat následkem vypařování.